# ألفونس دس برتراند
ألفونس دس برتراند هو سياسي كندي، ولد في 23 أغسطس 1846 في كندا، وتوفي في 8 أبريل 1926. انتخب عضو الجمعية التشريعية لنيو برونزويك ‏.